# Desgasificació
La desgasificació és l'alliberament lent d'un gas que estava atrapat, glaçat o absorbit en un material. Pot incloure la sublimació i l'evaporació, que són canvis d'estat d'una substància en gas, així com la desorpció, el traspuament des d'esquerdes o volums interns i productes gasosos de reaccions químiques lentes. L'ebullició és generalment considerada un fenomen diferent de la desgasificació perquè es produeix molt més ràpidament.